# Arnold Küsters

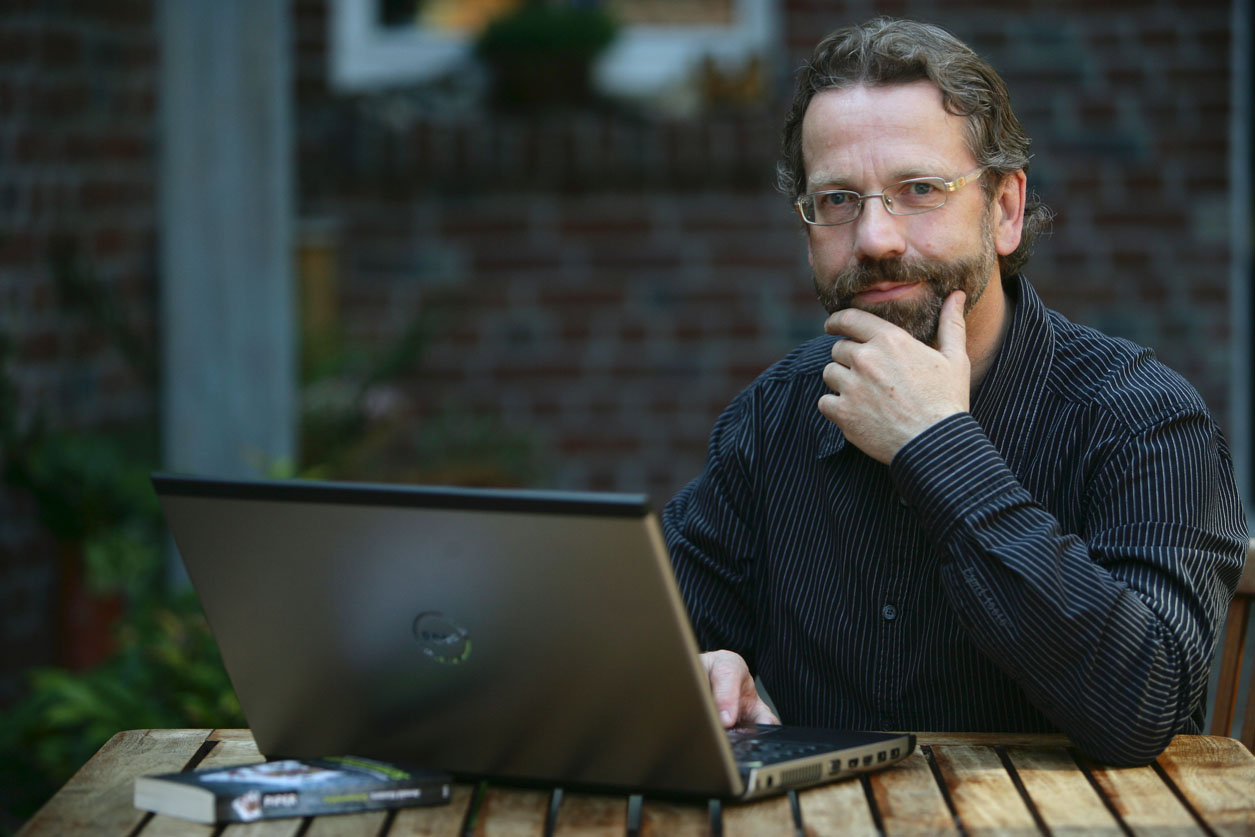
Arnold Küsters (2011)

Arnold Küsters (* 23. November 1954 in Breyell) ist ein deutscher Journalist und Schriftsteller.

## Leben
Sein Vater war Metzgermeister, wie auch sein Großvater. Seine Mutter war gelernte Hutmacherin. Arnold Küsters studierte ab dem Wintersemester 1976 in Siegen unter anderem Englisch und Pädagogik, Lehramt S II. Nach seinem 2. Staatsexamen begann er 1986 mit seiner journalistischen Arbeit, zunächst als Freier Mitarbeiter für die Westdeutsche Zeitung. Im gleichen Jahr wechselte er zum Westdeutschen Rundfunk, Hörfunk und Fernsehen. Seither arbeitet er auch für andere Medien, z. B. für die Wochenzeitung Die Zeit.
Seit 2006 ist Arnold Küsters Mitglied im Autorennetzwerk Das Syndikat mit Jurytätigkeit u. a. für Friedrich-Glauser-Preis sowie als Initiator und Mitorganisator der 25. Criminale (2011).
Küsters tritt seit 2000 als Musiker (Bluesharp und Percussion) mit verschiedenen Bands auf. Auf der Criminale 2011 trat er zum ersten Mal öffentlich mit der weltweit einzigen Band auf, die aus Krimiautoren besteht. Ihr Name ist seit 2017 streng geheim.
Im April 2021 erschien unter dem Pseudonym Ian Bray der Kriminalroman Klippentod als Taschenbuch und E-Book.
Arnold Küsters lebt mit seiner Familie in Mönchengladbach.

## Werke

### Romane
- Der Lambertimord (Matussek & Sohn, 2005)
- Maskenball (Matussek & Sohn 2006)
- MK Bökelberg (Matussek & Sohn, 2008)
- Schweineblut (Piper 2010)
- Totenstimmung (Piper 2012, 2. Auflage 2012)
- Ein Knödel zu viel (Piper 2013)
- Bleifrei ist für Sissys (neuwerker 2014)
- Endstation Allgäu (Piper, 2014)
- Täter haben Macht (THM Gießen, 2016)
- Überstunden Eine Kriminalerzählung (SHS 2016)
- Unter Pseudonym: Ian Bray, Klippentod (Penguin 2021)
- Ian Bray, Klippentod (Penguin 2021, 2. Auflage im September 2021)
- Ian Bray, Klippengrab (Penguin 2022)
- Ian Bray, Klippenrache (Penguin 2023)
- Ian Bray, Klippensturm (Penguin 2025)

### Kurzkrimis
- Eigentor (In: Mord vor Ort II, Emons 2000)
- Sockenschuss (In: Todschick, Leporello 2008)
- Fingertod (In: Mordwestfalen II, Pendragon 2009)
- Schokoladenpudding (In: Bitterböse, Leporello 2009)
- Der fünfte Teil (In: Niederrheinleichen, Leporello 2009)
- Die Schande von Gijón (In: WM Blutrot, Kölnisch-Preußische Verlagsanstalt 2010)
- Bring das Stöckchen (In: Ausgefressen, Leporello 2010)
- Und das Wort ward Fleisch (In: Natürlich der Gärtner, Leporello 2010)
- Keine Verbindung (In: Nordeifel Mordeifel, KBV 2010)
- Der Mohr hat seine Schuldigkeit getan (In: Abmurksen und Tee trinken, Leporello 2011)
- Ansichtssache (In: Leichenblass am Niederrhein, Grafit 2011)
- Kabine drei (In: Eiskalt unterm Tannenbaum, Leporello 2011)
- Kabine drei, (In: Sony Reader Club Weihnachtsspecial 2011)
- Sandläufer (In: Strandkorbkrimis, Windspiel Verlag 2012)
- Die Schande von Gijón (In: Sony Reader Club 2012)
- Kabine drei (In: Schau wie schön der Christbaum brennt!, dtv 2012, 2. Auflage 2013)
- Tote Beete weinen nicht (Februar-Rezept in: mörderisch lecker, Kalender für 2013, Volksverein Mönchengladbach 2012)
- Gelernt ist gelernt (In: Literarischer Krimikalender 2013, ars vivendi verlag 2012)
- Sushi, Reis und Klopstock (In: Ruhe sanft in Sachsen-Anhalt, KBV 2013)
- Strebergarten (In: Mord zwischen Kraut und Rüben, Leporello Verlag 2013)
- Haus der Barmherzigkeit (In: EinBlick, Patientenmagazin Ev. Krankenhaus Bethesda 2013)
- Kammerspiel (In: küche, diele, mord, KBV 2013)
- Trio Grillage (In: Mörderische Leckerbissen, dtv 2013)
- Ihr Kinderlein kommet (In: Christkindles-Morde, ars vivendi Verlag 2013)
- Reiner Tisch (In: Schöne Bescherung, Gisa Pauly, Hg., Piper 2013)
- Bleifrei ist für Sissys (In: Krimineller Adventskalender, www.neu-werker.de/, 2013)
- Tandoorische Nächte (In: Sommermeerchen, dtv 2014)
- Oona und der Priester (In: Schmugglerpfade, Thomas Hoeps, Jac. Toes, Hg., Grafit 2014)
- Oona en de priester (In: Over de grens, Thomas Hoeps, Jac. Toes, Hg., De Geus 2014)
- Wintertod (In: Literarischer Krimikalender 2015, ars vivendi Verlag 2014)
- Der gefallene Engel (In: RauschGiftEngel, ars vivendi Verlag 2014)
- Strebergarten (In: Urlaubslesebuch, dtv 2015)
- Von Armen und Raichen (In: Auf der Alm, da gibt’s an Mord, Arnold Küsters, Hg, KBV 2015)
- Spiel mir das Lied vom Wels (In: Flossen hoch 3.0 Jetzt erst recht, Sandra Lüpkes und Peter Gerdes, Hg, Leda 2015)
- Emma beinhart (In: Schneefrei, die schönsten Wintergeschichten, Karoline Adler, Hg., dtv 2015)
- Schokoladenpudding (In: Urlaubslesebuch, Karoline Adler, Hg., dtv 2016)
- Sushi, Reis und Klopstock (In: Ruhe sanft in Sachsen-Anhalt, Peter Godazgar, Hg., KBV 2. Auflage 2016)
- Ich, der wahre Diener des Herrn (In: Zwischen Godorf und Gomorrha, Gitte Edelmann, Hg., cmz 2016)
- Trecker ins Jenseits (In: Killing You Softly, Peter Godazgar, Hg., KBV 2017)
- Gülle-Queen (In: Killing You Softly, Peter Godazgar, Hg., KBV 2017)
- Kabine drei (In: Alle Jahre immer wieder, Unbesinnliche Weihnachtsgeschichten, dtv 2017)
- Die Schande von Gijón (In: Flanke, Schuss und Tod!, Wolfgang Kemmer & Andreas Izquierdo, Hg., KBV 2018)
- Schöne Bescherung (In: Stille Nacht, tödliche Nacht, Petra und Uli Mattfeldt, Hg., Bookspot 2018)
- Kann mal jemand Fisch? (In: Das Campen ist des Mörders Lust, Ralf Kramp, Hg., KBV 2020)
- Der Tod kommt auf Socken (In: Urlaubslesebuch, Karoline Adler, Hg., dtv 2020)
- Schrecken im Schloss (In: Arsen und Spargelspitzen, Klaus Maria Dechant u. Brigitte Glaser, Hg., emons 2025)

### Kurzgeschichten
- Breyeller Miniaturen (In: Die Nettetaler Bibliothek, Band 6, Jahresausgabe des Literaturvereins Nettetal, Matussek & Sohn 2004)
- Frühstück in Eutin (In: Urlaubslesebuch, dtv 2011)
- Sauberer Urlaub, das (In: Urlaubslesebuch, dtv 2013)
- Sauberer Urlaub, das (In: Österreichischer Rundfunk, Radiogeschichten, Ö 1, 19. August 2013, Länge: 17 Min.)
- Frühstück in Eutin (In: Sommerglück, dtv großdruck 2014)
- Freischwimmer (In: Urlaubslesebuch, dtv 2017)
- Herr Konrad (In: Urlaubslesebuch, Karoline Adler, Hg., dtv 2019)

### Prosatexte
- Prosatexte für WDR 2, Abendmagazin, Sonntagsmagazin, 90er Jahre
- Die Postkarte, Die Zeit, 3. Juli 2003, Nr. 28, Ressort Lebensart[2]
- Reite das schwarze Pferd (In: 7. Anthologie Tönisvorster Hobby-Literaten, Texte zum Thema Sehnsucht, Stadtbücherei Tönisvorst, 2004)
- Ich kann sie nicht essen, WDR 5 SpielArt, 25./26. Dezember 2009, wiederholt Weihnachten 2011
- Tischgespräche (In: Tischgeschichten, Beck, Gripekoven, Rautenberg, Hg., B.Kühlen Verlag 2014)
- Essay: Fluch und Segen. Das Regionale im Niederrhein-Krimi (In: Rhein-Maas, Geschichte, Sprache und Kultur, 2019, Band 9: Kriminalität, Institut für niederrheinische Kulturgeschichte und Regionalentwicklung durch Jörg Engelbrecht (+), Simone Frank, Ralf-Peter Fuchs und Christian Krumm, Universität Duisburg Essen, Hg., Verlag tredition 2019)

### Anthologie
- Herausgeber der Anthologie „Ausgefressen“, Leporello 2010
- Herausgeber der Anthologie „Leichenblass am Niederrhein“, Grafit 2011, zusammen mit Angela Esser
- Herausgeber der Anthologie „Auf der Alm, da gibt’s an Mord“, KBV 2015

### Musik (Bluesharp) auf
- Lange Nächte, LAST ORDER, April 2000
- Joining the bits, DOG `n` DUSTBIN, August 2000
- Promo, STIXX, n.n. (auch Percussion)
- Huhn oder Ei, HIER GEHT WAS, 2017
- Bad Cat Mama, LUCY MALHEUR, Dezember 2018

## Auszeichnungen
- Träger des Krefelder Kurzkrimi Preises 2009

## Belege
1. ↑  Seit 2000 auf der Bühne. stixx-online.de, abgerufen am 23. Oktober 2011.
2. ↑  Zeit Online Die Postkarte, abgerufen am 13. September 2011

| Personendaten    | Personendaten                           |
| ---------------- | --------------------------------------- |
| NAME             | Küsters, Arnold                         |
| KURZBESCHREIBUNG | deutscher Journalist und Schriftsteller |
| GEBURTSDATUM     | 23. November 1954                       |
| GEBURTSORT       | Breyell                                 |